# Релігійно-церковна преса в Україні
Релігі́йно-церко́вна пре́са — періодичні й серійні видання віровизнань в Україні (православного, католицького і євангельського), присвячені духовно-церковним справам, для духовенства і мирян. Ідейно близькі до релігійно-церковної преси є суспільно-політичні й літературно-наукові газети та журнали, видавані політичними партіями або суспільно-громадськими організаціями того чи іншого віровизнання.

## Українська православна релігійно-церковна преса
Видавана Російською православною церквою впродовж XIX і початку XX століття на центральних і східних землях релігійно-церковна преса була в тих умовах російською за мовою й ідеологією. Офіційними органами Російської православної церкви були «Єпархіальныя ВЂдомости», які виходили з 1860-х роках при кожній єпископській катедрі: «Хєрсонскія Єпархіальныя вЂдомости» (в Одесі з 1860), «Кіевскія Єпархіальныя ВЂдомости» (з 1861), «Черниговскія…» (з 1861), «Подольскія…» (у Кам'янці Подільському з 1862), «Полтавскія…» (з 1863), з 1867 «Харьковскія…», «Таврическія…» (у Симферополі), «Волынскія…» (в Житомирі), з 1872 «Екатиринославскія…» і з 1877 «Холмско-Варшавскій Єпархіальный ВЂстникъ». Крім офіційних повідомлень та інформацій, у цих виданнях друкувалися проповіді, студії на богословські й релігійні теми, як також інколи матеріали з місцевої історії й етнографії. Науковим журналом був «Труды Кіевской Духовной Академіи» (з 1860). Недовготривалими були загальнорелігійні часописи «Духовный ВЂстникъ» та «Духовный Дневникъ» (обидва в Харкові, у 1860-х pp.). Допоміжну роль виконували, зокрема у складанні проповідей священиками, київський місячник «ПроповЂдническій Листокъ» та тижневик Київської духовної семінарії «Руководство для сельскихъ пастырей» (з 1860). Політично-релігійним часописом був «Почаевскій Листокъ»" (з 1887), орган чорносотенного «Союза Русского Народа». Українською мовою друкувався частково журнал Свято-Богородицького Братства в Холмі «Холмская Русь» (з 1912).
З відновленням української державності у 1917—1918 роках почали появлятися здебільша короткотривалі релігійно-церковні журнали у різних містах України. Міністерство віросповідань УНР видавало офіціоз «Віра та Держава» (1918) і «Слово» (з жовтня 1918). У Києві виходив «Київський Православний Вісник» (під російським впливом), у Житомирі — «Світець» (редактор Ніканор Абрамович), у Запоріжжі «Церковний Вісник». «Волынскія Єпархіальныя ВЂдомости» замінила з 1917 року «Православна Волинь». З постанням УАПЦ Всеукраїнська Православна Церковна Рада видавала у Харкові журнал «Церква й життя» (1927—1928). Органом митрополита Пимена був двомісячник «Український Православний Благовісник» (1925-32?), органом Всеукраїнської Православної Автокефальної Церкви — «Церковні Вісті» (1927). З розгромом УАПЦ була припинена її релігійно-церковна преса.
Від 1931 року православні єпархії й парафії на центральних і східних українських землях, і з 1945 року також на західних українських землях обслуговує видаваний у Москві «Журнал Московской Патриархии». Від 1946 року виходить українською мовою (з перервою листопад 1962 — липень 1968) у Львові і з 1971 в Києві як орган екзарха Російської православної церкви для України, місячник «Православний Вісник» (у 1946—1948 під назвою «Єпархіальний Вісник», призначений для Львівської єпархії). Ці журнали з'являються невеликими накладами. Значно численніша назвами й накладами є видавана в УРСР, як й у всьому СРСР, антирелігійна преса, призначена для боротьби з релігією. У 1925—1935 Спілка войовничих безвірників України видавала великим накладом журнал «Безвірник». 1960—1964 виходив журнал «Войовничий атеїст», що його продовженням став з 1965 року журнал «Людина і світ». Широко розповсюджується в Україні також російськомовна антирелігійна преса, 1921—1941 «Безбожник» і «Антирелигиозник» (1926—1941), з 1960 року журнал «Наука и религия».
Вільніше розвивалася православна релігійно-церковна преса на українських землях під Польщею, зокрема на Волині й у Варшаві — осідку православної митрополії. У Крем'янці продовжував з'являтися у 1921—1922, вже українською мовою, перенесений з Житомира орган Волинського Єпархіального Управління під назвою «Православна Волинь». За підтримкою православної митрополії у Варшаві виходив двотижневик «Духовна Бесіда» (1924—1925), перейменований 1926 року на журнал «Наша Бесіда». Там же виходив двотижневик «Духовний Сіяч» (1927—1929), перенесений 1928 до Крем'янця, де за редакцією І. Власовського з'являлися згодом журнали «За Соборність» (1932—1935) та «Церква і Нарід» (1935—1938). Народився-церк. часописом був «Шлях», що його видавало в Луцькому Товариство імені Петра Могили. У Володимирі Волинському А. Річинський видавав неперіодично журнал «На Варті» (1925—1926) та «Рідна Церква» (1927). Науковий православний журнал був видаваний Православним Богословським Відділом у Варшаві «Елпіс» (1926—1939), друкований частково українською мовою. Там же православна митрополія видавала журнал для дітей «Дитина» (1937—1939). У таборах інтернованих українських вояків в Олександрові Куявському і в Щипйорні Братство святого Покрови видавало за редакцією отця П. Білона «Релігійний Науковий Вісник» (1921—1923) з додатком «Проповідницький Листок».
На Буковині релігійну тематику включали москвофільські за спрямуванням газети у Чернівцях «Православная Буковина» (1893—1904 і 1913), «Православна Русь» (1909—1910) та румунсько-українська «Канделя» (1874—1914).
На Закарпатті православну релігійно-церковну пресу репрезентували русофільські за спрямуванням «Русский Православный Вестник» (1921—1922 і, 1935) в Ужгороді, «Церковная Правда» (1925—?), орган Єпархіального Управління Карпатської православної церкви в Мукачеві-Хусті, «Православная Карпатская Русь» (1928—1930), перейменована на «Православная Русь» (1931—1939), орган православного руху Карпатської і Пряшівської Русі та «Православный Карпаторусскій ВЂстникъ» (1935—1938) в Ужгороді, орган Православної Мукачівсько-Пряшівської єпархії.
На Пряшівщині (Чехо-Словаччина) виходили 1924-38 «Русское Слово» (з 1936 урядова єпархіальна газета), «Свет Православия» (з 1958 українською мовою під назвою «Голос Православія») і з 1957 — «Заповіт святих Кирила і Мефодія» як орган православної церкви в Чехо-Словаччині.
На еміграції у США виходять: неперіодично «Український Православний Вісник» (з 1928; до 1967 під назвою «Український Вісник»), орган Української Греко-православної церкви в Америці; місячник «Українське Православне Слово» (з 1950, що є продовженням видаваного у 1920—1950 в Чикаго й у Філадельфії журнал «Дніпро») в Баунд-Бруку, орган Української православної церкви п США з окремим англомовним виданням «The Ukrainian Orthodox Word» (з 1967), місячник «Православний Українець» (з 1952) в Чикаго, орган Української Православної Церковної Ради (соборноправної); квартальник «Життя і Церква» (1956—1967) — орган УАПЦ в екзилі; перенесений з Німеччини до Чикаго 1971 двомісячник «Церква й життя» (з 1957) — орган Українського Православного Братства імені митрополита В. Липківського та квартальник Братства святої Тройці в Чикаго «Голос Православного Братства» (1963—1969). Крім того, більшість, що  існували у США, парафій і церковних громад видають недільні бюлетені, частково англійською мовою.
У Канаді — Р.-ц. п. для правос, розпочали русофільські газети «Православіє» (1907—1908) у Вінніпегу, «Православный Русинъ» (з 1911, 1912—1913) у Мондері і «Канадійская Православная Русь» (1916—1917) у Вінніпегу. Першим українським православним часописом став двотижневик «Вісник» (з 1924; до 1928 виходив як місячник під назвою «Православний Вісник») — орган Української Греко-православної церкви в Канаді. Виданнями цієї ж Церкви були редаговані митрополитом Іларіоном, літературно-науковий журнал «Слово істини» (1947—1951), «Наша Культура» (1951—1953) та «Віра й Культура» (1954—1967) — усі у Вінніпегу. Тут же 1949—1951 виходив місячник «Церква і Нарід». З'являються також бюлетені окремих православних установ, шкіл і парафій.
В Аргентині Братство святого Покрови УАПЦ видає в Буенос-Айресі неперіодично журнал «Дзвін» (з 1950). У Бразилії — виходила неперіодично «Українська Православна Нива» (1953—1968) — орган Генерального Церковного Управління УАПЦ в Курітібі. В Європі — в Англії виходить квартальник «Відомості Генерального Церковного Управління УАПЦ у Великій Британії» (1950); в Німеччині видавалися у Мюнхені для вірних УАПЦ двотижневик «Церковний Вісник» (1945—1946), місячник «Богословський Вісник» (1948—1949) за редакцією митрополита Никанора Абрамовича і (з 1952) — квартальник «Рідна Церква». В Австралії й Новій Зеландії Консисторія УАПЦ для цих країн видає квартальники «Праця й Життя» (з 1966) та «Українська Православна Інформаційна Служба» (з 1962) у Мельбурні.

## Українська католицька релігійно-церковна преса
На Західних Українських Землях релігійно-церковна преса була розпочата додатком до газети «Зоря Галицька» під назвою «Поученія Церковныя», що появлявся у 1853—1854. Першим самостійним релігійним часописом видавалася Обществом святого Стефана в Будапешті, здебільша для Закарпаття, «Церковная Газета» (1856—1858), що її продовженням був «Церковный ВЂстникъ для Русиновъ АвстрійскО'й Державы» (1858), обидва закриті австрійською владою за русофільські тенденції. Такого ж напряму був і двотижневий додаток до «ВЂстника для Русиновъ Австрійской Державы» під назвою «Сіонъ. Церковь. Школа» (1858—1859).
Національний український напрям у релігійно-церковній пресі починається видаваним у Львові у 1871-85 з ініціативи і за редакцією отця С. Сембратовича двотижневиком «Сіонъ Рускій», з 1872 «Рускій Сіонъ», у 1880—1882 — «Галицкій Сіонъ» з численними співробітниками з-поміж священства і професури Львівського Університету, який, крім церковних розпорядків, проповідей та богословських праць, містив також сторінки на актуальні церковні і політичні теми. Суспільно-політичними, літературними і еконономічними оганами клерикального угруповання народовців були двотижневик «Друг Народа» (1896) І. Левицького, «Русь» (1885—1887) і «Миръ» (1885—1887) та церковна газета «Душпастырь» (1887—1898) — усі у Львові. Того ж типу був видаваний для русько-католицького духовенства у Перемишлі місячник «Прапоръ» (1897—1900), а у Львові церковно-суспільний орган — двотижневик (1904—1914) і місячник (1916—1939) «Нива». З наукових богословських журналів того часу важливіші квартальники — проповідницький двотижневик «Богословскій Альманах» (1857) отців І. Вобикевича і М. Котлярчука у Станиславові, «Богословскій ВЂстникъ» (1900—1903) та москвофільський «Церковный Востокъ»" (1911—1914) — обидва у Львові. Богослови духовної семінарії у Львові видавали квартальних «Всхід» (1904—1905) і «Католицький Всхід» (1906—1907), згодом неперіодичні альманахи.
Офіційними органами церковної влади були видавані спочатку «язичієм» й етимологічним правописом: «ПобЂжное письмо Епіскопіскои Руско-Перемышскои Консисторіи» (з 1871), пізніше «Вісник Перемиської Єпархії» (1889—1918) і 1919-39 «Перемиські Єпархіальні Відомості»; «Вісник Станиславівської Єпархії» (1886—1939) та «Львівські Архієпархіальні Відомості» (1889—1944).
У другій половині XIX століття широко розповсюдилася популярна релігійно-церковна преса, у тому числі: місячний додаток під назвою «Слово Боже» (1879—1882) до газети І. Наумовича «Наука» у Львові, «Кирил і Методій» (1886; редактор отець К. Селецький) в Ярославі; «письмо церковно-народне» — «Посланникъ» (1889—1911) у Бережанах — Перемишлі, місячник «Книжечки місійні» (1890—1911) й особливо видання накладом до 50 000 і поширений в Галичині й на еміграції місячник «Місіонар» (1897—1944), а для дітей «Малий Місіонарчик» (1903—14 і 1920).
Ідейно близькими до католицької релігійно-церковної преси були суспільно-політичний щоденник «Руслан» (1897—1914, орган Католицького Руського Народного Союзу і з 1911 — Християнсько-Суспільної Партії) та двотижневик «Основа» (1906—1914) — християнський часопис для народу.
Між двома світовими війнами у Польщі далі виходили «Місіонар» і «Нива» та постала низка нових католицьких журналів, зокрема для молоді, між ними: «Наш Приятель» (1922—1939) для дітей і юнацтва, «Поступ» (1921—1931) — для студіюючої молоді, «Українське Юнацтво» (1933—1939) та «Лицарство Пресвятої Богородиці» (1935—1939); світське апостольство пропагував квартальник «Католицька Акція» (1934—1939). Католицьку літературу й мистецтво репрезентував журнал «Дзвони» (1931—1939), богословську науку — квартальних «Богословія» (1923—1942) і неперіодично «Записки Чина святого Василія Великого» (1924—1941). Професура духовних семінарій Станиславова і Перемишля видавала квартальних «Добрий Пастир» (1930—1939). У Львові виходив місячник «Сівач» (1936—1939), присвячений питанням проповідництва й катехизису.
Суспільно-політичними католицькими органами різної політичної орієнтації були газети: «Нова Зоря» (1925—1939) і «Мета» у Львові, «Бескид» (1926—1933) й «Український Бескид» (1934—1939) у Перемишлі; популярними католицькими газетами були тижневики «Яраеда» (1927—1939) та «Христос Наша Сила» (1934—1939) обидва у Львові.
Після окупації західних українських земель радянськими військами й приєднання їх до складу УРСР, уся католицька релігійно-церковна преса була зліквідована.
На Закарпатті католицька релігійно-церковна преса розпочала, згадана вже, видавана у Будапешті «Церковная Газета» (1856—1858). Видавані Обществом святого Василія Великого в Ужгороді тижневики «СвЂтъ» (1867—1871), «Новый СвЂтъ» (1871—1872), Карпатъ" (1873—1886) й угорською мовою «Görok Katholikus Szemle» (1899—1918) були літ.-суспільними часописами і такого ж типу були півмісячники «Листокъ» (1885—1903) та редагована священиками народовецька «духовна й поучительна газета для угро-руського народа» — «Наука» (1897—1914, 1918—22). Для дітей отці Василіяни видавали журнал «СвЂтло» (1913-14 і 1926). Між двома світовими війнами офіційним органом Мукачівської і Пряшівської єпархій був «Душпастырь» (1923—1938), а органом Общества Найсвятішого Серця Ісуса Христа — місячник «Да прійдеть Царствіе Твоє» (1928—1938). «Духовною газетою для підкарпатських русинів» був видаваний отцями Василіянами «Благовісник» (1921—1944) в Ужгороді (1939, у Хусті) і (1946—1948, в Пряшеві) під назвою «БлаговЂстник» виходить у Пряшеві з 1968 єпархіальний місячник для греко-католиків у Чехо-Словаччині.
Офіційним органом для українців-католиків у Югославії є «Вісник Крижевецької Єпархії».
На еміграції — у США предвісниками католицької релігійно-церковної преси були двотижневики «Америка» (1886—1890) в Шенандоа отців І. Волянського і В. Сіменовича та «Церковна наука» (1903) у Джавнстайні. Початком справжньої католицької релігійно-церковної преси були: місячник «Душпастир» (1908—1914) у Нью-Йорку, популярний релігійний місячник «Місіонар» (з 1917), тижневик «Католицький Провід» (1927—1933) отця Є. Теодоровича у Філадельфії та орган Карпаторуської Церкви «Небесна Цариця» (1926—1956) у Пітсбургу. Офіціозом для духовенства були «Єпархіальні Відомості». «Америка» (з 1912), орган Союзу Українців Католиків «Провидіння» є суспільно-політичні газети. Видаваний українською і англійською мовами у Філадельфії тижневик «Шлях» (з 1946) є органом Філадельфійської митрополії, а «Нова Зоря» (з 1965) — єпархії в Чикаго. У Стемфорді виходив церковно-освітній місячник «Ковчег» (1946—1956), у Нью-Йорку місячні серії книжечок «Слово Доброго Пастиря» (1950—1961) видавали отці Василіяни.
У Канаді — перший український католицький часопис був започаткований 1911 заходами отців Василіян і Редемптористів спершу у видавництві латинської архієпархії «Канадійський Русин», в 1919-33 під назвою «Канадійський Українець», уже як офіційний орган Української католицької церкви в Канаді. З 1923 у видавництві отців Редемптористів у Йорктоні виходить релігійний місячник «Голос Спасителя» і з 1937 — у видавництві отців Василіян у Мондері і в 1949 у Торонто — місячник «Світло». Органами трьох католицьких єпархій у Канаді є суспільно-політичні тижневики «Українські Вісті» (з 1929, до 1931 «Західні Вісті») в Едмонтоні, «Наша Мета» (з 1949) у Торонто та «Поступ» (з 1959) з англомовною частиною у Вінніпегу. Тут виходить журнал для дітей «Наш Приятель» (з 1949). Журнал богословської думки є квартальних отців Редемптористів «Логос» у Йорктоні. Крім названих, у США і Канаді виходить ще кількадесят періодичних і неперіодичних пресових вид. — бюлетенів католицьких установ, шкіл і парафій українською й англійською мовами.
У Південній Америці, в Бразилії у видавництві отців Василіян виходять: популярний місячник «Місіонар» (з 1911, від 1935 під назвою «Український Місіонер у Бразилії») та інформативно-просвітній тижневик «Праця» (з 1912). В Аргентині з'являється місячник «Життя» (з 1948). В Австралії виходить часопис «Церква і Життя» (з 1960; і з 1968 в Українському видавництві «Просвіта» як суспільно-громадський двотижневик). В Європі, у Франції виходив журнал «Вісник Української Греко-католицької церкви у Франції» (1940, 1945-52) і з 1948 — популярний квартальних «Слідами Малої Святої». У Німеччині, після другої світової війни, виходив релігійно-суспільний тижневик «Християнський шлях» (1946—1947) у Міттеввальді і там же релігійний журнал «Христос наша сила» (1948—1949). З 1949 у Мюнхені з'являється релігійно-суспільно-католицький тижневик «Християнський Голос», орган Апостольської Візитатури і з 1959 — Екзархату для українців-католиків у Німеччині. В. Мурович видавав неперіодично газету «Українські Християнські Вісті» (1966—1968). У Бельгії з 1947 виходить популярний релігійний двомісячник «Голос Христа Чоловіколюбця». У Великій Британії органом Апостольського Екзархату є квартальник «Наша Церква» (з 1954). В Італії, в Римі, 1949 отці Василіяни відновили «Записки ЧСВВ» у трьох серіях, і з 1963 Верховний архієпископ Й. Сліпий відновив орган Українського Богословського Товариства «Богословія». Там же виходять «Благовісник Верховного Архієпископа» (з 1965) та бюлетень Українського Пресового Бюро «Вісті з Риму» і також (з 1954) «Alma Mater» неперіодичний журнал питомців Української Папської Колегії.

## Українська Євангельська релігійно-церковна преса
Між двома світовими війнами органами Української Євангельської Реформованої Церкви були місячники: «Віра і Наука» (1925—1939, Станиславів, Коломия), «Українська Реформація» (1928-32, Л., Коломия), «Євангелист» (1929-32, Львів) «Сіяч» (1932−1933, Коломия). Українська Євангельсько-Лютеранська Церква видавала місячник «Стяг» (1932—1939), «Новий світ» (для молоді) і «Прозри» (з 1931) — усі у Станиславові. Місійно-Бібілійне Об'єднання Євангельсько-Баптистських Церков видавало місячник «Післанець Правди» (1927-39, Рава-Руська, Л.). На Центр. і Сх. Землях у Харкові виходив місячник «Баптист Украины» (1924—1928) російською і частково українською мовами. П'ятидесятники у Крем'янці на Волині видавали місячники «Будівничий Церкви Божої». (1935—1939) і «Євангельський Голос» [Архівовано 26 лютого 2022 у Wayback Machine.] (1936—1939). З 1945 євангельських християн-баптистів в Україні обслуговує видаваний у Москві російською мовою двомісячник «Братский Вестник».
На еміграції, у США першим органом Української Пресвітерської Церкви був тижневик «Союз» (1908—1921, Нью-Йорк, Пітсбурґ). У 1947 відновлено журнал «Післанець Правди», як орган Місійного і Біблійного Об'єднання Євангельсько-Баптистських Церков у США. Крім того, у 1970-71 у США виходило ще вісім часописів і листків різних євангельських деномінацій. У Канаді найстарішим євангельським часописом є «Євангельський Ранок» (заснований 1905 під назвою «Ранок»), у 1920—1961 виходив під назвою «Канадійський Ранок», тепер орган Українського Євангельського Об'єднання в Північній Америці, що об'єднує переважно українських реформованих (пресвітерських) християн. Крім того, виходив двомісячник п'ятидесятників «Євангелист» (1958—1971). Виходять пресвітерський місячник «Євангельська Правда» (з 1939) в Торонто, і баптистський «Християнський Вісник» (з 1943) у Вінніпегу. В Торонто виходить квартальник П'ятидесятницьких Церков «Євангельський Голос» [Архівовано 26 лютого 2022 у Wayback Machine.] (з 1968). У 1970-73 «появлялися в Канаді ще 5 ін. євангельські журнали». В Аргентині виходив квартальник п'ятидесятників «Євангельський Голос» (1958—1961) і видається квартальник Першої Української Євангельсько-Баптистської Церкви в Буенос-Айресі «Євангельська Зірка» (з 1953) р додатком «Євангельське Проміння» для молоді. В Австралії органом Об'єднання Євангельсько-Баптистських Церков був квартальник «Добра Новина» (1966—1970). У Великій Британії виходив квартальник «Християнин», з 1952 — «Вісник Спасіння»; в Німеччині — «Дорога Правди» (1946—1949), «Голос Правди» (1954—1960) і з 1963 появляється квартальних Півн. Місії для Сх. «Нове Життя».